# EuroLesboPride
L'EuroLesboPride, également orthographié euroLESBOpride, est une manifestation lesbienne européenne non mixte. Elle s'est déroulée à Marseille du 10 au 20 juillet 2013, en parallèle de l'EuroPride.

## Historique
En 2013, la ville de Marseille est désignée pour accueillir l'EuroPride, marche annuelle paneuropéenne qui se déroule dans une ville européenne différente chaque année,. À cette occasion, l'association lesbienne marseillaise Centre Évolutif Lilith (CEL), en partenariat avec la Coordination lesbienne en France (CLF) et les Lesbiennes of Color (LOCs), et avec le soutien de Bagdam Cafée de Toulouse, décide d'organiser la première EuroLesboPride,. Suzanne Ketchian, présidente de l'association organisatrice de l'EuroPride 2013, donne carte blanche au CEL pour la mise en place de cet événement. Le nom de « Fierté lesbienne européenne » est également proposé.
L'EuroLesboPride est présentée comme un « grand événement lesbien international est associatif, non mixte et ouvert à toutes ». Elle a pour objectifs la lutte contre le sexisme, contre la lesbophobie et contre toutes les discriminations, ainsi que l'élaboration de « stratégies de résistance et de riposte ».
L'EuroLesboPride rencontre des difficultés financières, avec une baisse de son budget de 50 000 € à 35 000 €, par manque de subvention de la Lesbian & Gay Parade Marseille.

### Programme
L'EuroLesboPride s'est déroulée sur dix jours, du 10 au 20 juillet 2013, en même temps que l'EuroPride, dans le village lesbien. Elle a rassemblé plusieurs centaines de personnes, venues de 24 pays et de 35 départements français différents, en non mixité, un choix de « discrimination positive indispensable »,. Les stands ont été tenus par une vingtaine d’associations et de commerces lesbiens.
Le programme a inclus plusieurs activités, notamment des débats, des conférences, des projections de films et des concerts. Parmi les participantes et organisatrices se trouvent les militantes Christine Le Doaré, Bernadette Doleux, Marie-Josèphe Devillers, Jacqueline Julien, Eve Pascal et Lucie d'Ervée. Plusieurs interventions s'intéressent à la lesbophobie sur le lieu de travail, dans les activités sportives et les loisirs. Les associations le Kiosque Infos Sida et Sida Info Service proposent un atelier de prévention sur la sexualité lesbienne. Dans la nuit du 18 juillet a eu lieu la première marche lesbienne de nuit de France, « pour se réapproprier l'espace public ».
Certaines conférences sont doublées en langue des signes françaises, bien qu'en raison d'un manque de communication, très peu de sourdes se soient rendues à l'événement.

### Publications
L'association SOS Homophobie profite de l'événement pour mener son enquête sur les violences liées à la lesbophobie, lancée en avril 2013, dont les résultats sont publiés en 2015,.
Les Actes de l’Eurolesbopride paraissent en 2014. Ils sont publiés au format papier et mis en ligne sur le site officiel de l'EuroLesboPride. Ils reprennent les sujets de plusieurs conférences, regroupés autour de cinq thématiques : résistances lesbiennes, non-mixité, culture lesbienne, lesbophobie et santé des lesbiennes.